# Platypoda
Platypoda — підряд однопрохідних ссавців, що представлений одним сучасним видом — качкодзьоб (Ornithorhynchus anatinus). Інші представники родини відомі починаючи із кінця крейди.

## Класифікація
- Ornithorhynchidae
- †Kollikodontidae
- †Steropodontidae

| Панда | Це незавершена стаття з теріології. Ви можете допомогти проєкту, виправивши або дописавши її. |